# 香江 (越南)

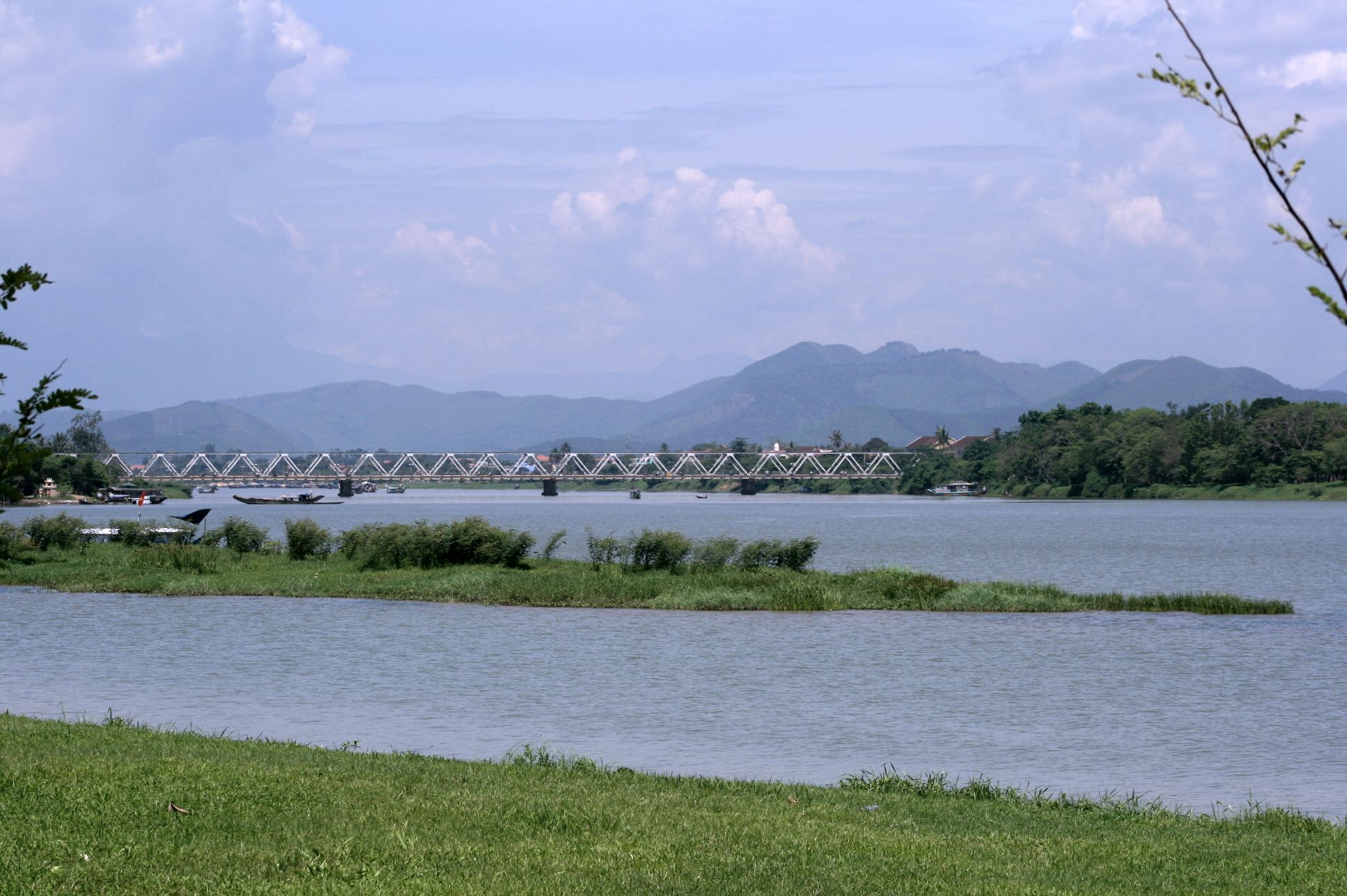
顺化市香江

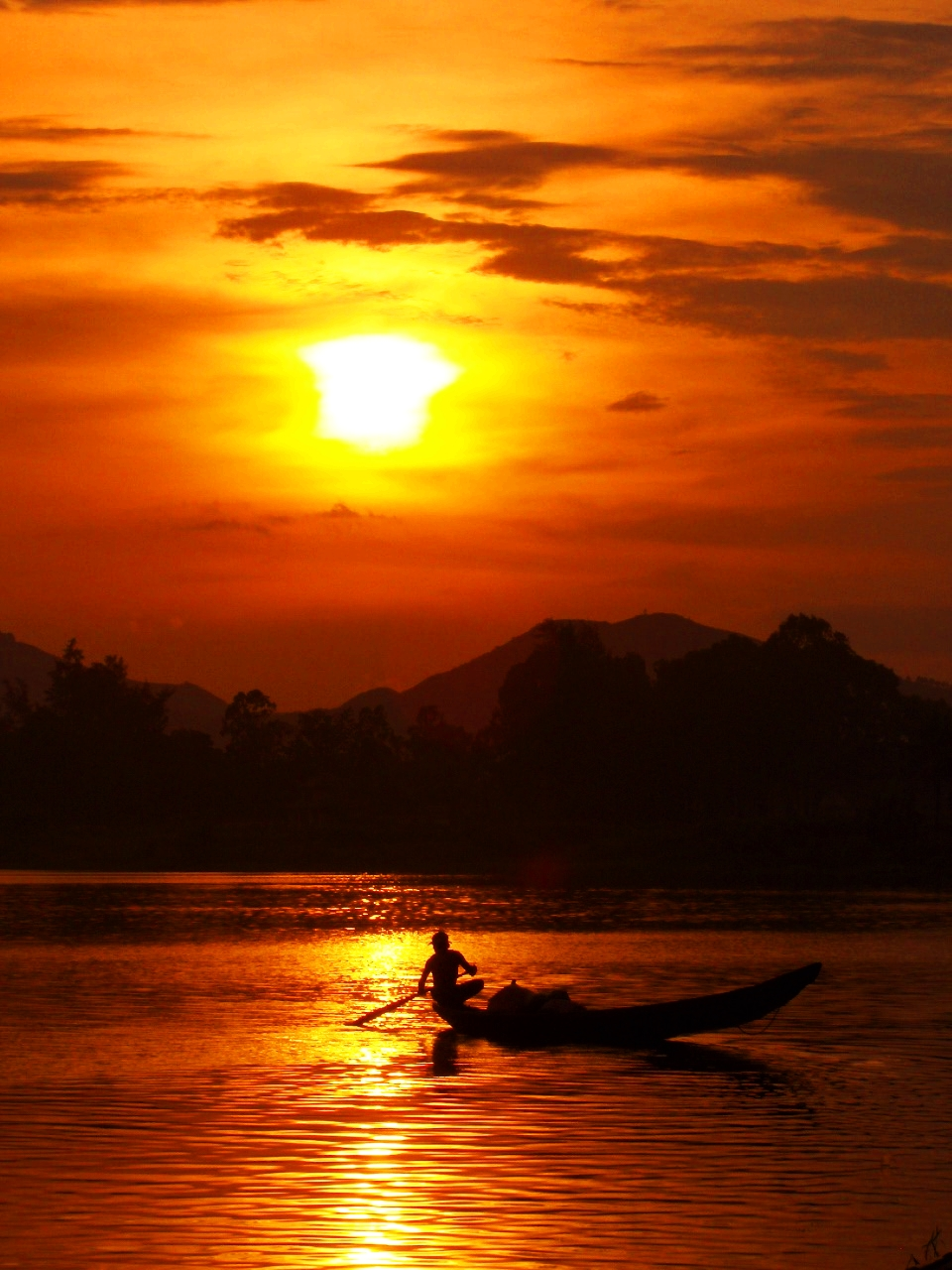
顺化市香江

香江（越南语：／）是一条越南中部的河流。
香江有2个源头，都开始于安南山脈。左侧源头流经55个瀑布，较短的右侧源头流经14个危险的瀑布。它们合流后，流经承天順化省和古都顺化市。最后注入南海。